# Metro Awakening
Metro Awakening — це шутер від першої особи, розроблений Vertigo Games у співпраці з 4A Games, творцями оригінальної серії і виданий Deep Silver. Як побічний продукт франшизи Metro та приквел Metro 2033.
Awakening було випущено для пристроїв віртуальної реальності, включаючи PlayStation VR2, Meta Quest 2 і 3, Steam VR і Viveport 7 листопада 2024 року.

## Ігровий процес
Як і його попередники, Metro Awakening є шутером від першої особи. Історія гри розповідає про Сердара - лікаря, який повинен вирушити у підступну систему московських тунелів, щоб возз’єднатися зі своєю дружиною. Бій у грі повільніший, оскільки головний герой не є досвідченим солдатом. Гравці можуть використовувати різну вогнепальну зброю для боротьби з ворогами, хоча патронів у грі мало. Крім того, гравці можуть використовувати тактику стелс під час зіткнень з ворогом.

## Розробка
Гру розробила Vertigo Games, студія, що стоїть за іншими іграми VR, такими як Arizona Sunshine та її продовження. Студія працювала в тісній співпраці з Дмитром Глуховським, який був консультантом по лору гри. Команда відчула, що Глуховський написав дуже «особисту» та «емоційну» історію для «Metro Awakening», і тому змінила загальний напрямок гри на більш сюжетний. Vertigo вибрав Хана в якості ігрового персонажа гри. На відміну від Артема, мовчазного героя, Хан був повністю озвучений. Команда також тісно співпрацювала з 4A Games, яка надала команді ігрові ресурси та моделі, які вони використовували під час розробки попередніх ігор серії.
Metro Awakening було оголошено в січні 2024 року. Гра вийшла в усьому світі 7 листопада 2024 року.

## Оцінки й відгуки
Згідно з Metacritic, гра отримала «загалом схвальні відгуки».

### Нагороди
Гра була номінована на «Найкращу гру VR/AR» на The Game Awards 2024.
| Рік  | Нагорода             | Категорія           | Результат | Посилання |
| ---- | -------------------- | ------------------- | --------- | --------- |
| 2024 | The Game Awards 2024 | Best VR/AR Game     | Номінація | [ 7 ]     |
| 2024 | The Steam Awards     | VR Game of the Year | Перемога  | [ 8 ]     |

## Зовнішні посилання
- Офіційний сайт